# Бат (Пенсилванија)
Бат (енгл. Bath) град је у америчкој савезној држави Пенсилванија.

## Демографија
По попису из 2010. године број становника је 2.693, што је 15 (0,6%) становника више него 2000. године.
| Група             | 2000.         | 2010.         |
| Белци             | 2.544 (95,0%) | 2.394 (88,9%) |
| Афроамериканци    | 40 (1,5%)     | 78 (2,9%)     |
| Азијати           | 18 (0,7%)     | 26 (1,0%)     |
| Хиспаноамериканци | 47 (1,8%)     | 177 (6,6%)    |
| Укупно            | 2.678         | 2.693         |